# Força Dervixe da Puntlândia
A Força Dervixe da Puntlândia, Força Daraawiish da Puntlândia, ou Forças de Defesa da Puntlândia (em somali: Ciidamadda Daraawiishta Puntland ama Ciidamadda Difaaca Dawladda Puntland, em árabe: قوات الدراويش في أرض البنط ) é a força armada do governo de Puntlândia.

## História
Após a eclosão da guerra civil em 1991, uma conferência constitucional local foi realizada em Garowe em 1998 durante um período de três meses. Com a presença da elite política da área, anciãos tradicionais (Issims), membros da comunidade empresarial, intelectuais e outros representantes da sociedade civil, o Estado autônomo da Puntlândia, na Somália, foi posteriormente oficialmente estabelecido para prestar serviços à população, oferecer segurança, facilitar o comércio e interagir com parceiros nacionais e internacionais. A Força de Segurança da Puntlândia foi posteriormente formada pelo governo regional.
Desde a fundação do estado em 1998, a Força Dervixe da Puntlândia tem operado em Puntlândia e em toda a Somália. Os comandantes e oficiais superiores das forças armadas são nomeados por um painel qualificado aprovado pelo Conselho de Ministros.
O aparato de segurança de Puntlândia tem um judiciário militar independente, que durante tempos de paz apenas julga procedimentos militares. Os membros reformados da Força também têm pensões garantidas constitucionalmente.